# Renan Dal Zotto
Renan Dal Zotto (* 19. Juli 1960 in São Leopoldo) ist ein brasilianischer Volleyballspieler und -trainer.

## Karriere als Spieler
Dal Zotto nahm mit der Brasilianischen Nationalmannschaft dreimal in Folge (1980, 1984 und 1988) an den Olympischen Spielen teil und gewann 1984 in Los Angeles die Silbermedaille. Hinzu kommen Silber bei der Weltmeisterschaft 1982 sowie der Sieg bei den Panamerikanischen Spielen 1983.
Dal Zotto spielte zunächst bei brasilianischen Vereinen, mit denen er nationaler Meister sowie südamerikanischer Klubmeister wurde. Von 1988 bis 1993 spielte er in Italien bei Maxicono Parma und bei Il Messaggero Ravenna. Er wurde zweimal italienischer Meister und Pokalsieger, gewann alle europäischen Vereinswettbewerbe (Europapokal der Landesmeister 1993, Europapokal der Pokalsieger 1989 und 1990 sowie CEV-Pokal 1992) und auch die Klub-Weltmeisterschaft 1989.
Renan wurde mehrfach als „Bester Angreifer“, „Bester Abwehrspieler“ etc. ausgezeichnet. 2015 wurde er in die „Volleyball Hall of Fame“ aufgenommen.

## Karriere als Trainer
Dal Zotto ist seit 1993 als Trainer aktiv, bis 2007 bei brasilianischen Vereinen und 2007/08 in Italien bei Sisley Treviso. Seit 2017 trainiert er die brasilianische Nationalmannschaft.